# Литература Финляндии
Литература Финляндии — термин, под которым обычно понимают устные народные традиции Финляндии, в том числе народную поэзию, а также литературу, написанную и изданную в Финляндии. До середины XIX века основным языком литературы Финляндии был шведский язык, сейчас это финский язык. Имеются также отдельные средневековые памятники литературы на латинском языке. Современная литература Финляндии, помимо финского и шведского языков, представлена также отдельными произведениями, написанными на языках национальных меньшинств, — саамских языках (северносаамском, инари-саамском и колтта-саамском), русском, татарском, эстонском, еврейском (идише) и других.
Изредка в том же значении, что и «литература Финляндии», встречается выражение «финляндская литература».
Иногда в том же смысле, что и «литература Финляндии», используется термин «финская литература». Вместе с тем, следует понимать, что вне контекста под термином «финская литература» может пониматься как «литература Финляндии» (на любом языке), так и «литература на финском языке» (не обязательно созданная в Финляндии).

## История литературы Финляндии
Есть свидетельства того, что богатое народное творчество в форме песен, преданий и поэтических рун (в том числе основанных на дохристианской мифологии) на языке народов, населявших территорию, соответствующую современной Финляндии, существовало уже в средние века (языки этого творчества — прежде всего различные диалекты финского языка). Однако письменных памятников этого творчества не сохранилось, первые записи и исследования финского фольклора относятся только к XVIII веку.

### Литература Финляндии в период шведского господства
Первые письменные произведения литературы, созданные на территории современной Финляндии, были на латинском и шведском языке, первый язык был языком богослужений, второй — языком управления и торговли. Примерно к 1480 году (по другим данным — примерно к 1487—1491 годам) относится первый памятник финской литературы на шведском языке: Йёнс (Иенс) Будде (умер в 1491 году), монах монастыря Святой Бригитты в Нодендале (Наантали) около Або (Турку), перевёл с латыни, составил и издал сборник текстов религиозно-назидательного характера; большей частью это были переводы с латыни, но некоторые тексты были написаны им самим.
К этому же периоду относится и появление первых книг на финском языке, составленных Абоским епископом Микаэлем Агриколой (ок. 1510—1557), по праву считающимся создателем финского письменного литературного языка: Букваря финского языка (ABCkiria), изданного в Стокгольме примерно в 1543 году, «Молитвенника Агриколы» (Rucouskirja, 1544), перевода Нового Завета (1548) и других.
Возможно, первой шведскоязычной поэтессой Финляндии была Кристина Регина фон Бирхенбаум, известная по акростиху, в котором зашифровано её имя, хотя нет доказательств, что автором стихотворения была именно она. Ещё один яркий представитель средневековой литературы Финляндии — Зигфрид (Сигрид) Арониус Форсиус (около 1550—1624), пастор и естествоиспытатель; известны его стихи, написанные на шведском языке, в том числе поэма «Физика» (1611).
В 1640 году в Або (сейчас — Турку), столице Финляндии на протяжении всего шведского периода, была основана Академия, а в 1642 году здесь начала работать первая в Финляндии типография. Эти события послужили основой для развития литературы на шведском языке, в том числе поэзии и драматургии.
Из литературы начала XVIII века можно отметить эротические стихи абоского профессора Т. Рюдена (1661—1729) и элегии Якоба Фресе (ок. 1690—1729).
Первые работы в области изучения финского фольклора и истории культуры финнов относятся только ко второй половине XVIII века и связаны в первую очередь с деятельностью пастора Кристфрида Ганандера (1741—1790) и абоского профессора Хенрика Портана (1739—1804). Основополагающим для сохранения и изучения финского изустного наследия стал трактат Портана «О финской поэзии» (швед. De poësi Fennica), который вышел в пяти частях в 1766—1768 и 1778 годах.

### Литература Финляндии в период Великого княжества Финляндского
В результате Русско-Шведской войны Финляндия в 1809 году вошла в состав Российской империи как Великое княжество Финляндское, получив при этом относительно широкую автономию. В условиях постепенно начавшего в Финляндии национального пробуждения активно развивалась литература — как на шведском, так и, особенно, на финском языке.
В 1831 году лицами, имевшими отношение к Хельсинкскому университету, интересовавшимися финским языком и считавшими, что именно посредством развития финского языка возможно пробуждение финского национального самосознания, было основано «Общество финской литературы». К наиболее значимым публикациям, осуществлённым Обществом в первые годы своей деятельности, можно отнести подготовленные Элиасом Лённротом (1802—1884) первое и второе, расширенное, издания национального наследия финского народа — карело-финского поэтического эпоса «Калевалы» (1835 и 1849) — и сборник рун «Кантелетар, или Древние песни финского народа» (1840).
Одним из наиболее известных и значительных поэтов Финляндии середины XIX века был Йохан Рунеберг (1804—1877), автор большого числа патриотических произведений, писавший на шведском языке. Позже он был назван национальным поэтом Финляндии. В 1848 году был опубликован цикл его стихотворений «Рассказы прапорщика Столя», в которых Рунеберг выражал идеи морали, гуманизма, ответственности, патриотизма — и, одновременно, воспевал пейзажи родной страны. Говоря о бедности народа Финляндии и его способности довольствоваться малым, Рунеберг видел приход светлого будущего через развитие народа и его «взросление». Стихотворение «Наш край» (швед. Vårt land), написанное Рунебергом в 1846 году и ставшее прологом к «Рассказам прапорщика Столя», было положено на музыку; эта песня, быстро ставшая восприниматься в Финляндии как национальный гимн, является Гимном Финляндии до настоящего времени. Ещё при жизни Рунеберг почитался в стране как «первый великий человек Финляндии», а после его смерти 5 февраля стало отмечаться как национальный праздник (День Рунеберга).
Среди первых писателей и поэтов, стремившихся к утверждению финского языка в литературе, выделяются сторонник просветительно-патриотических идеалов Яакко Ютейни; лирик Самули Кустаа Берг, а также Пааво Корхонен (1775—1840), Олли Кюмяляйнен (1790—1855) и Антти Пухакка (1816—1893), описавшие народную жизнь в восточной Финляндии.
Сакариасом Топелиусом (1818—1898) были написаны «Рассказы фельдшера», а также исторические романы в духе Вальтера Скотта. Он писал на шведском языке, при этом большинство его произведений очень быстро переводилось на финский.
Реализм
Во второй половине XIX века в европейской литературе наблюдалась общая тенденция перехода от идеалистического описания жизни и народа в духе романтизма к реализму и натурализму, что несомненно повлияло на финскую литературу. Определённое влияние на финскую литературу оказывала и русская литература, требовавшая в изображении жизни существенного соответствия действительности. Особенностью реализма в литературе Финляндии стало то, что характерные представители нации искались в глуши, герои испытывали потребность защищать женщин и малоимущих, при этом подробно, без прикрас, описывались пороки общества в целом и отдельных его представителей.
Первым крупным финским писателем стал один из основателей финского литературного языка Алексис Киви (1834—1872). Им были созданы первые финские пьесы, написан роман «Семеро братьев» (1870), который после небольшого сопротивления критиков стал национальным символом.
Вторым после Киви по масштабам своего таланта финским писателем и первой известной женщиной-писательницей Финляндии стала Минна Кант (1844—1897), автор рассказов, повестей и пьес, журналист и общественный деятель, борец за равноправие женщин. Она показывала разочарование и пустоту замужней женщины в своих пьесах и рассказах, начиная с «Жены рабочего».
Ещё одним крупным литератором второй половины XIX века стал Юхани Ахо (1861—1921), который был первым профессиональным писателем Финляндии, а также журналистом и переводчиком. Ахо считал, что язык — средство выражения эмоциональных переживаний, а потому большое значение удалял его совершенствованию. В своих произведениях он использовал финскую природу как один из естественных и устойчивых литературных символов. Среди наиболее известных его произведений — «Железная дорога» (1884) и «Юха» (1911).
Поэт и прозаик Карл Тавастшерна с романами «Hårda tider» («Трудная година» (1891), повествующем о крестьянской жизни в эпоху голода 1867 года); «En patriot utan fädernesland» («Патриот без отечества», 1896); поэмой «Laureatus» («Увенчанный», 1897) — стал одним из наиболее заметных писателей-реалистов в Финляндии конца XIX века.

### Литература Финляндии после обретения страной независимости
Реализм развивался и всё глубже проникал во внутренний мир человека от К. А. Тавастшерна, Йоэла Лехтонена, Йоханнеса Линнанкоски, Франса Силланпяя и Вяйнё Линна к современным прозаикам, таким как Эва Йоэнпелто, Пааво Ринтала, Ханну Салама, Кристер Чильман.
Особенно тонко и чутко изображены истории женщин, чаще всего в пьесах, написанных Марией Йотуни, Хеллой Вуолийоки и Айно Каллас. Мария Йотуни углубляется в интеллектуальную и критическую сторону в своем романе «Простая жизнь». Великолепным выражением уважения простой финской крестьянке, которая несет на своих плечах всё село, стал цикл Хеллы Вуолийоки «Нискавуори».
В своих романах «Усопшая в юности» и «Люди в летнюю ночь» Франс Эмиль Силланпяя, получивший в 1939 году Нобелевскую премию, сумел столь же чутко раскрыть жизненные вопросы.
Новая поэзия
Вся поэзия Финляндии (в годы независимости) делится на два периода: романтизм и модернизм, отделяют которые годы Второй мировой войны.
В 1920-е годы поэты группы «Пламеносцы» прорубали окна в Европу и в экзотические страны. Видя захватившее Европу насилие, такие поэты, как Катри Вала и Эльмер Диктуниус начали бить тревогу и взывать к борьбе за мир. Близкой по духу и мыслям оказалась поэтесса Хагар Ульссон, которая в своей пьесе «Игра в снежки» (1939) точно предсказала политическую картину мира.
Окончание Второй мировой войны стало следующим этапом развития модернизма. Выдающимися поэтами того времени были Аале Тюнни, Эва-Лииса Маннер, Пааво Хаавикко, Пентти Саарикоски и Ласси Нумми, которые под влиянием шведской поэзии того времени, выражали неуверенность того времени через философию, политику и историю.
Творчество Юрьё Юльхя и его собрание стихотворений «Чистилище» (фин. Kiirastuli), написанное во время Зимней войны ныне принадлежит к классике финской поэзии.
Роман
Вторая мировая война значительно повлияла на основные идеи и изложение мыслей в литературных произведениях. В начале войны вышел роман «Приличная трагедия» Хельви Хямяляйнен, который первоначально не вызвал особого интереса у публики, но в 1990-х годах к роману был проявлен интерес, когда Хямяляйнен получила литературную премию за стихотворение «Сон моего поколения», посвященного военному времени. Жизнь культурных кругов Хельсинки описывалась в романе с критической точки зрения.
В 1930-х годах Мария Йотуни написала роман «Шатающийся дом», трагично описывающий брак. Роман был издан лишь 30 лет спустя. Сатирический взгляд этих писательниц на проблемы семьи и брака был оценен с большим опозданием.
Ещё один заметный автор — Мика Валтари в достаточно печальных тонах описывал внутреннюю пустоту и неуверенность поколения, пережившего войну, в своём историческом романе «Синухе, египтянин» (1945). На литературе послевоенного периода сказалось множество общественно-политических факторов. Писатели стали критиковать бюрократическую опеку со стороны государства, к примеру, Вейкко Хуовинен, видящий спасение человека в попытке вернуться к той древней простоте жизни, как в его романе «Овцееды» (1970).
В творчестве Алпо Руута продолжается подробное описание жизни рабочих (к примеру, в романе «Жильё»), а также затрагивается тема безработицы (романе «Родина»). Основными темами литературных произведений становятся бессилие и угнетённость.
Системы защиты людей становится настоящей угрозой в романах Олли Ялонена. За кулисами обитают лишь позор и насилие, что показано в романе «Гостиница для живых».
Арто Паасилинна описывает столкновение простого человека с правилами и ограничениями, накладываемыми обществом и государством, и возвещает о радости освобождения от этих правил. Паасилинна получил признание по всему миру. Помимо него, широкую известность за пределами Финляндии получили Лайла Хиетамиэс и Калле Пятало, которые писали романы, основываясь на своих детских воспоминаниях.
Своей социальной сатирой на буржуазное общество стал известен финский писатель Мартти Ларни, книги которого переводились и были известны в СССР: в 1959 году был опубликован перевод романа-памфлета «Четвёртый позвонок, или Мошенник поневоле» (1957), а в 1961 году — сатирического романа «Прекрасная свинарка, или Воспоминания экономической советницы Минны Карлссон-Кананен» (1959).
Голос женщин
Огромное количество произведений было написано женщинами. В этих произведениях тонко показано, как женщины приспосабливаются к суровой реальности, критикуя собственные грёзы.
Аннику Идстрём интересует влияние силы запретов и зла на межличностные отношения. В романе «Мой брат Себастиан» (1985 год) показана абсурдная борьба между матерью и ребёнком за власть. «Сонья О. была здесь» — нашумевший роман Аньи Кауранен, в котором описаны переломные моменты жизни женщины и трудности её пути. В своих романа Кауранен балансирует между светлыми мечтами и жалкой реальностью. Интересна проза писательницы русского происхождения Зинаиды Линден (род. в 1963 г. в Ленинграде), первой иностранки, получившей престижную премию имени Рунеберга (в 2005 г. за роман «В ожидании землетрясения»).

### Литература на финском языке в советский Карелии
С образованием в 1920 году Карельской трудовой коммуны и затем, в 1923 году, Автономной Карельской республики, государственным языком в Карелии наряду с русским стал также финский язык. На финском языке писали не только финны. В результате финноязычная литература Карелии оказалась общей для нескольких этнических групп: для финнов-эмигрантов, приехавших в СССР в 1920-х из Финляндии, США и Канады, для местных ингерманландцев и карелов, понимавших по-фински.

## Современная литература Финляндии

### Современная литература Финляндии на финском языке
Наряду с термином «литература Финляндии на финском языке» в том же смысле иногда используется термин «финская литература на финском языке».
Одним из признанных мастеров современного финского криминального детектива является Матти Йоэнсуу, чьи работы были дважды номинированы на присуждение престижной литературной премии «Финляндия». Трилогия «Белоснежка» финской писательницы Саллы Симукки была переведена на русский язык, однако Хельсинкская книжная ярмарка 2015 года выявила тенденции к резкому снижению количества переводной финской литературы на рынке России.

### Современная литература Финляндии на шведском языке
Наряду с термином «литература Финляндии на шведском языке» в том же смысле иногда используется термин «финская литература на шведском языке».
Одними из самых уникальных для шведскоязычной литературы Финляндии авторами XX века стали детская писательница Туве Янссон, прославившаяся на весь мир прежде всего своими детскими книгами о Муми-троллях, а также романист и драматург В. Корелль. Также получившие известность ещё в 1930-е годы Тито Коллиандер и Сульвей фон Шульц (первый — романами религиозно-мистического характера, вторая — как последовательница модернистов) в 1960-е выступили в новом амплуа: Коллиандер как мемуарист, фон Шульц как автор первоклассных новелл.
В поэзии видное место занимал дебютировавший в 1946 году Бу Карпелан (1926—2011). Начав свою литературную деятельность как поэт, позже он стал писать также и прозу. Карпелан был одним из наиболее известных писателей Финляндии, пишущих на шведском языке, автором большого числа поэтических сборников, романов, пьес, книг для детей и юношества. Многие его произведения были переведены на разные языки мира. Он стал первым писателем, который дважды был удостоен премии «Финляндия».
Другие известные поэты, пишущие на шведском языке, — Ларс Хульден, мастер каламбура, и Клас Андерссон, поэт «новой простоты».
Среди романистов ведущую роль играет К. Чильман с его острым, вдумчивый слогом, с размышлениями над упадочными тенденциями в шведскоязычном обществе Финляндии. Автобиограф Х. Тикканен, писатель Ё. Доннер и сатирик Й. Баргум — значимые величины в шведскоязычной литературной среде.
Лауреатом премии Рунеберга 2005 года за лучшее произведение на финском или шведском языках стал роман «В ожидании землетрясения» (швед. «I väntan på en jordbävning») писательницы русского происхождения Зинаида Линден, проживающей в Турку. Писательница — автор многочисленных шведскоязычных литературных произведений. Ещё в 1997 году за свой первый сборник новелл «Полковница и синтезатор» (швед. Överstinnan och syntetisatorn) писательница получила премию Общества шведскоязычной литературы Финляндии.
Среди современных финских шведскоязычных авторов можно выделить Челя Вестё (род. 1961), поэта и писателя, автора романов «Воздушные змеи над Гельсингфорсом» (1996), «Проклятие семьи Скраке» (2000), «Ланг» (2002) и других. В 2006 году за роман «Там, где мы бывали» он был удостоен премии «Финляндия», а также Хенрику Рингбум (род. 1962), которая дебютировала как поэт, а позже написала несколько романов.

### Литература Финляндии на саамском языке
В Финляндии проживает около 8 тысяч саамов, большей частью на территории провинции Лапландия; они разговаривают на различных саамских языках (наибольшее число — на северносаамском языке).
Современный единый саамский литературный язык был создан при посредстве норвежских и шведских саамов лишь в 1950—1951 гг., хотя работы по выработке норм литературного языка на основе латинской графики велись среди саамов СССР ещё в 1926—1937 гг.
Основу саамской литературы XX века составляют обработанные финским фольклористом Антти Аматусом Аарне (1867—1925) записи самобытного саамского фольклора, к которому относятся сказки о животных, о превращениях, о нойдах (колдунах), рассказы-легенды о нашествиях чуди, о сверхъестественных существах.

## Драматургия Финляндии
Финская пьеса отличается четким литературным характером: она затрагивает моральные вопросы жизни современного человека, таких как, насилие и власть, молодость и старость, история и современность. Юсси Парвиайнен в своих пьесах в красках описывает, как человек, в погоне за поверхностными модными тенденциями, оказывается в тупике. Йоуко Туркка разоблачает любовь и политику свои жестоким, но ироничным цинизмом.
Среди финских драматургов наиболее известны Мария Йотуни, Хелла Вуолийоки и Илмари Турья, среди поэтов — Эйно Лейно, В. А. Коскенниеми, Катри Вала, Пааво Хаавикко.

## Детская литература Финляндии
В Российской империи огромной популярностью пользовался финский писатель-сказочник Сакариас Топелиус (1818—1898), написавший свою широко известную в Европе сказочную серию «Sagor» (1847—1852). Топелиус внес значительный вклад в развитие иллюстрированной детской книги и книжки-картинки. Уже в середине XIX века он настаивал на необходимости картинок в книгах для детей. А первым финским иллюстратором стала его жена Эмилия, сделавшая рисунки к сборнику сказок мужа, а затем вручную раскрасившая все пятьсот книжек первого тиража.
На протяжении XX века самой известной финской детской писательницей оставалась, безусловно, Туве Янссон (1914—2001). Её повести про семейство муми-троллей принесли ей мировую славу. Родившаяся в творческой семье финских шведов, живших в Хельсинки, свои произведения Туве писала на шведском языке. Художественное мастерство Янссон приобрела в школах Стокгольма и Парижа. Детские книги писательницы, в которых прослеживается сходство со сказками Ханса Кристиана Андерсена и с произведениями Астрид Линдгрен, сегодня переведены более чем на три десятка иностранных языков, среди которых и русский. На родине Туве Янссон удостоена множества премий и наград: Медали Сельмы Лагерлёф, трижды — Финской Государственной премии по литературе, Золотой медали Ханса Кристиана Андерсена, премии Suomi, премии Шведской Академии наук, польского Ордена улыбки. Четырежды её имя было занесено в Почётный список Андерсена.
Ярким событием литературной жизни 1970-х стало появление дебютной книжки-картинки «Зелёная революция» (1970) молодых авторов Леены и Инари Крун. Впервые в истории литературы Финляндии детская книжка-картинка открыто заговорила о проблемах экологии и урбанизации. На защиту природы встают главные герои сказочной повести Леены Крун «В одежде человека» (1976), повестей Ханну Мякеля — «Господин Ау» (1973), «Лошадь, которая потеряла очки» (1977) и «Бесстрашный Пекка» (1982).
1980-е годы в Финляндии традиционно называют золотым десятилетием детской книжки-картинки. В этот период появилась целая плеяда молодых талантливых авторов и иллюстраторов, среди которых Ханну Тайна, Пекка Вуори, Мика Лаунис, Каарина Кайла, Леена Лумме и Кристийна Лоухи. К поколению иллюстраторов золотого десятилетия относится также и Маури Куннас, чей литературный дебют состоялся ещё в 1979 году.
Пик популярности детской юмористической литературы пришёлся на конец 1990-х гг. Именно в этот период были изданы первые истории из серии невероятных приключений первоклассницы Эллы писателя Тимо Парвела («Элла в первом классе» и «Элла, Пат и второй класс»), а также смешные и добрые повести Синикки и Тийны Нопола о жизни двух сестрёнок — Соломенной Шапочки и Войлочной Тапочки.
На рубеже XXI века в Финляндии издавалось приблизительно 20—30 отечественных книжек-картинок в год, а в 2001—2002 гг. это число увеличилось до 60—70. Книжка-картинка финских авторов Юкки Лааяринне и Матти Руоконена «Бабушкин комбайн» (2005) стала победителем конкурса на лучшую детскую книгу северных стран, который проводился совместно с издателями Швеции, Норвегии и Дании.
Переводы детской литературы Финляндии на русский язык
2007—2008 гг. стали рекордными по числу новых переводов детской литературы Финляндии на русский язык. Это и весёлые, непритязательные истории о девочке Сири, рассказанные писательницей Тийной Нопола и проиллюстрированные художницей Мерви Линдман; и трогательная книжка-картинка «Великолепный господин Весельчак» Малин Кивеля и Линды Бондестам; и необычайно важная по тематике книга Туве Аппельгрен и Саллы Саволайнен «Веста-Линнея и капризная мама», где ссора мамы и дочки чуть не перерастает в конфликт. Вышли из печати две чудесные книжки-картинки известного финского иллюстратора Маркуса Маялуома «Папа, когда же придёт Дед Мороз?» и «Папа, пойдём за грибами».
В 2010 году в России была переведена и опубликована красочная книга финских детских писателей Айно Хавукайнен и Сами Тойвонена «Тату и Пату — изобретатели» про смешных большеголовых экспериментаторов Тату и Пату, ставшие настоящей сенсацией на детском книжном рынке.